# Kōbe Port Tower
Der Kōbe Port Tower (japanisch 神戸ポートタワー Kōbe Pōto Tawā), auch Hafenturm Kōbe, ist das 108 m hohe Wahrzeichen der japanischen Großstadt Kōbe. Die Fertigstellung des Turmes in Hyperboloidkonstruktion erfolgte am 21. November 1963. Die Aussichtsplattform in 90,28 Metern Höhe erlaubt einen weiten Blick über Kōbe und die Bucht von Ōsaka. Neben seiner Funktion als Aussichtsturm dient er hauptsächlich dem Hafenbetrieb.

## Geschichte
Der Vorschlag für den Bau eines Aussichtsturms geht auf eine Idee des siebten Bürgermeisters von Kōbe, Haraguchi Chujiro, zurück. Dieser war während seiner Europareise 1959 ausgesprochen beeindruckt vom Euromast in Rotterdam. Der eigentliche Bau des Hafenturms in Kōbe begann im August 1962. Anfangs gab es große Probleme mit Wassereinbrüchen in der Baugrube, der weitere Verlauf der Bauarbeiten verlief jedoch reibungslos. Vier Jahre später war der Turm nach Entwürfen von Nikken Sekkei Ltd. fertiggestellt und wurde am 21. November 1963 eröffnet. Für sein bemerkenswertes Design erhielt der Turm mehrere Auszeichnungen und Architekturpreise, wie zum Beispiel den 15. Award vom Japanischen Institut der Architekten.
Die Form des Turms ist der Tsuzumi, einem traditionellen japanischen trommelartigen Musikinstrument nachempfunden. Ursprünglich sollte der Turm Silber angestrichen werden, was jedoch durch das Luftverkehrsgesetz verboten ist. Die jetzige Farbgestaltung, in Form einer roten Außenseite und einem weißen Kern, stellt einen deutlichen Kontrast zum Grün der Berge und dem kräftigen Blau des Meeres dar.
Während beim großen Erdbeben von Kōbe 1995 über hunderttausend Gebäude zerstört oder in großem Ausmaß beschädigt wurden, überstand der Kōbe Port Tower das Erdbeben ohne größere Schäden. Weniger als einen Monat nach dem Erdbeben, am 14. Februar, erstrahlte der Turm bereits wieder in Rot-Weiß am Nachthimmel. Für viele Bürger von Kōbe galt das Licht als ein Hoffnungssymbol für den Wiederaufbau der zerstörten Stadt.
Zwischen Dezember 2009 und dem 28. April 2010 fand eine Renovierung des Kōbe Port Towers statt. Der Turm ist jede Nacht von 7000 Leuchtdioden farbig beleuchtet.

## Lage
Der Kōbe Port Tower befindet sich im Meriken Park, am Hafen unweit des Stadtzentrums der Stadt Kōbe am Naka Pier. Durch seine Größe, Form und Farbe ist es eines der markantesten Bauwerke in der Skyline von Kōbe. Direkt neben dem Hafenturm befindet sich das Kōbe Maritime Museum mit seiner ungewöhnlichen Dachkonstruktion, sowie das Great-Hanshin-Awaji Earthquake Memorial, ein Denkmal in Erinnerung an das große Erdbeben von 1995. 

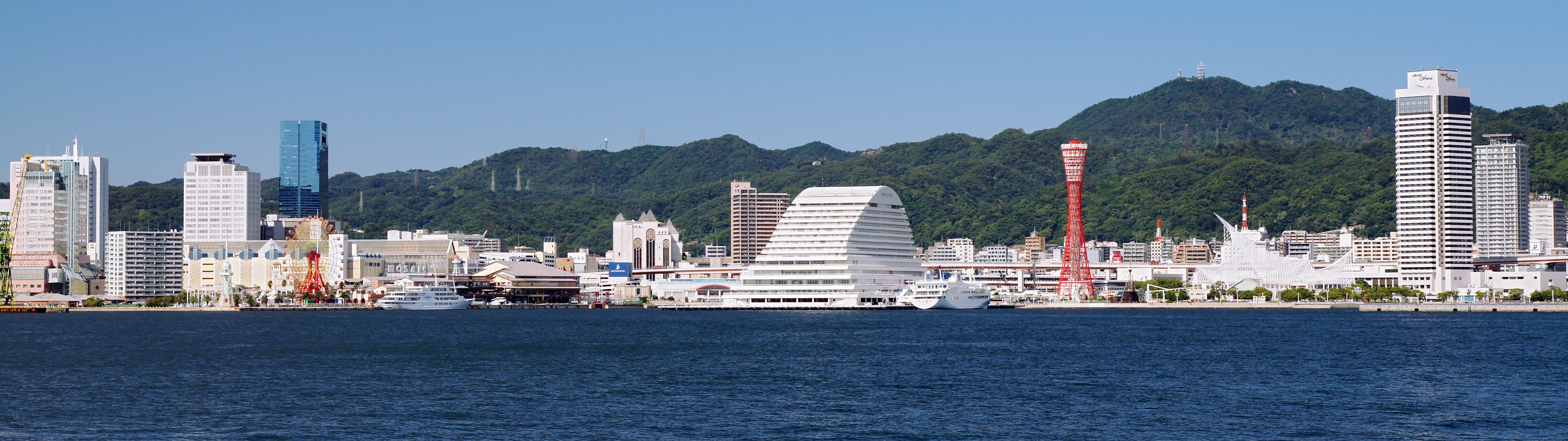
Skyline von Kōbe

## Konstruktion und Aufbau

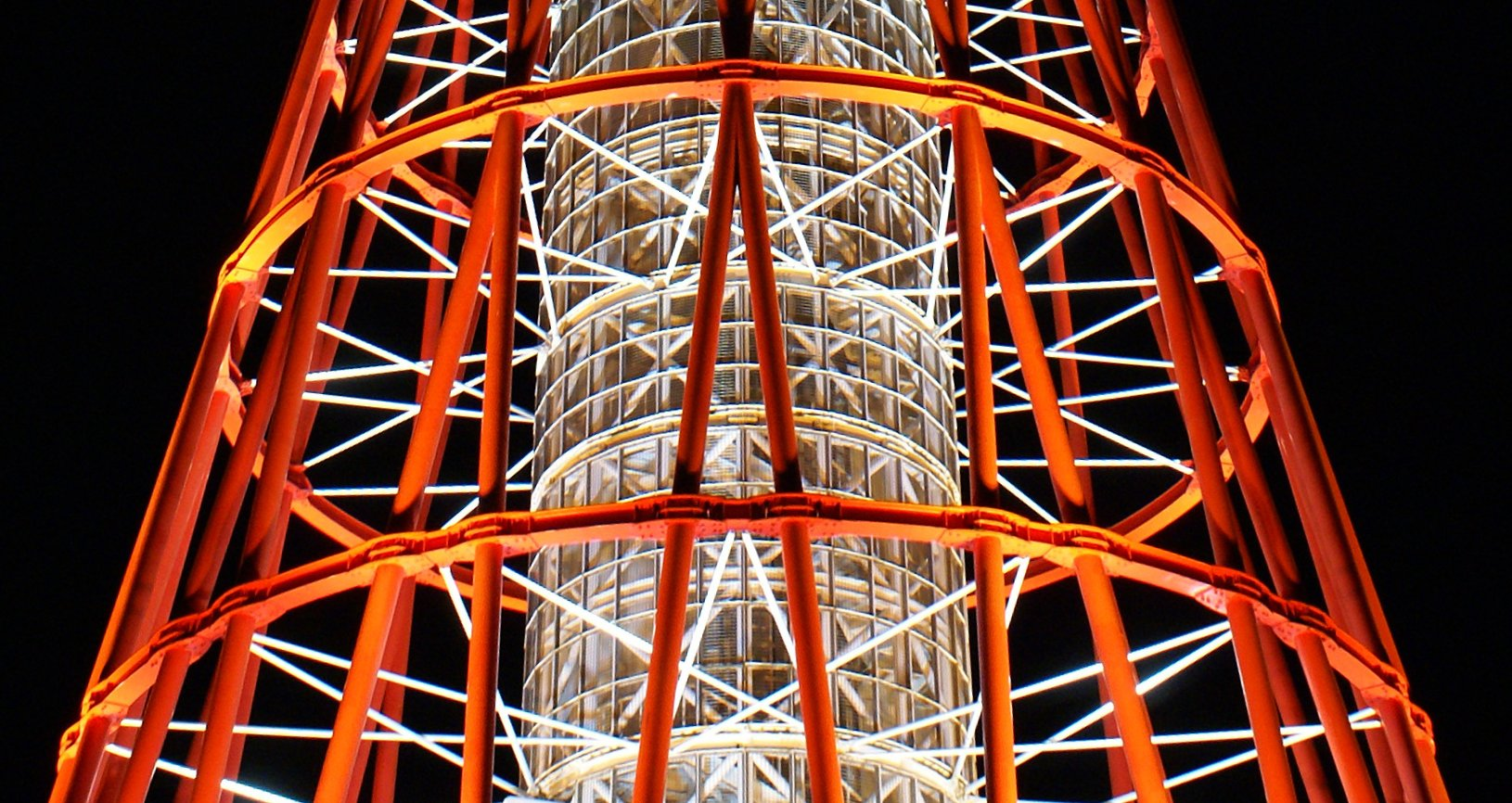
Konstruktion als Rotationshyperboloid

Die für den Bau des Kōbe Port Towers verwendete Hyperboloidkonstruktion aus geraden Verbindungselementen geht auf den russischen Ingenieur, Wissenschaftler und Architekten Wladimir Schuchow zurück, der diese Konstruktionsweise in Russland ab 1896 zum Bau von Wassertürmen, Leuchttürmen und Hochspannungsmasten einsetzte. 
Die aus roten Stahlrohren bestehende äußere Konstruktion des Kōbe Port Towers sorgt für die horizontale und vertikale Steifigkeit des Bauwerks und trägt die fünf Etagen des Turmkorbs. Sie besteht aus insgesamt 32 schräg gestellten, sich kreuzenden Rohren, die durch zahlreiche horizontale Ringe gegen Knicken gesichert sind. Der in weiß gehaltene innere Kern aus feingliedrigem Stahlgitterwerk dient hingegen nur dem Transport, hat aber keine tragende Funktion.
Das untere Podest des Turms besteht aus drei Stockwerken, in welchem Kasse, Restaurant, Shop und Cafeteria untergebracht sind. Der mittlere Teil des Turms dient dem Transport und enthält Treppen und Aufzüge. Die obersten beiden Etagen 4 und 5 des Turmkorbs sind als Aussichtsplattform konzipiert und allseitig mit großen Panoramafenstern ausgestattet. In der 4. Etage befinden sich zusätzlich Souvenirläden. Die Teestube „Sky Lounge“ befindet sich in der 3. Etage des Turmkorbs. Der Boden dieser Etage ist als Drehplattform ausgelegt. Sie dreht sich mitsamt dem Inventar einmal in 20 Minuten und erlaubt so eine 360° Rundumsicht. Die unterste Etage des Turmkorbs befindet sich in etwa 75 Meter Höhe. An zwei Stellen des Rundgangs sind gehärtete Glasplatten in den Boden eingelassen, die einen direkten Blick senkrecht nach unten erlauben.

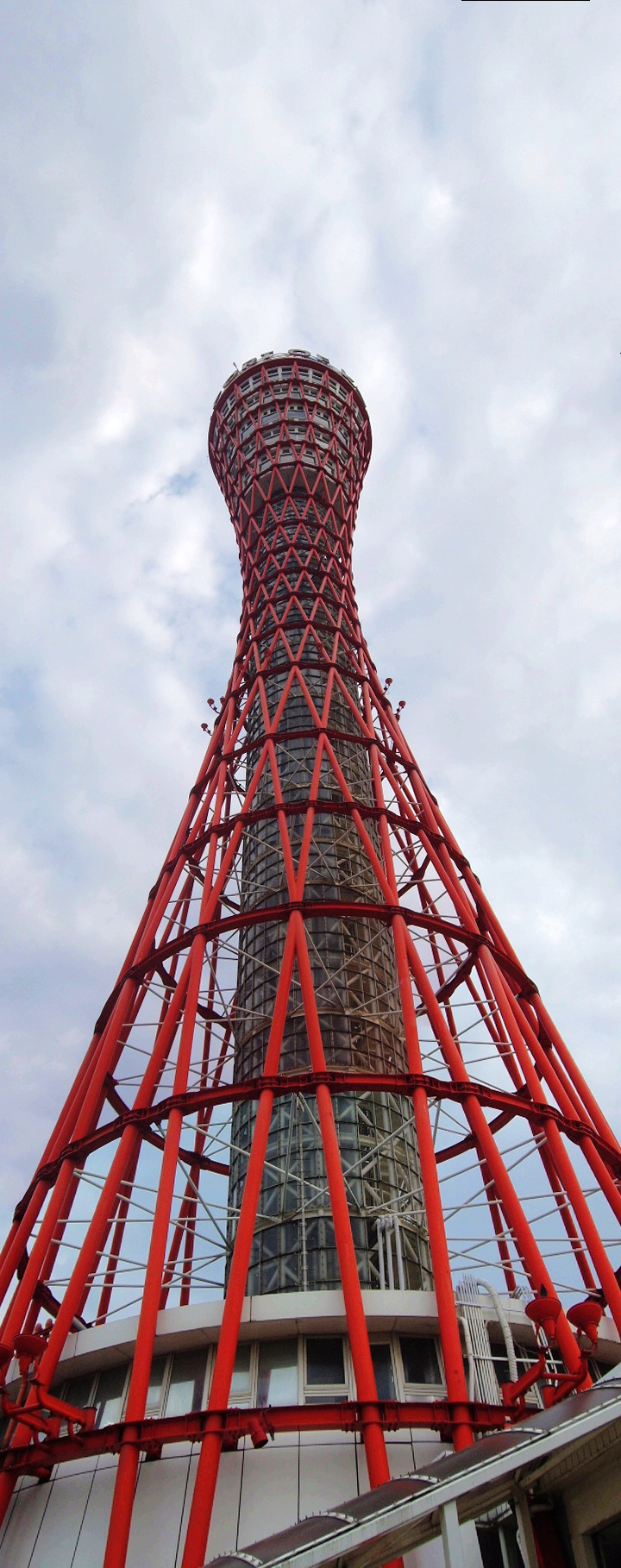
Nahansicht
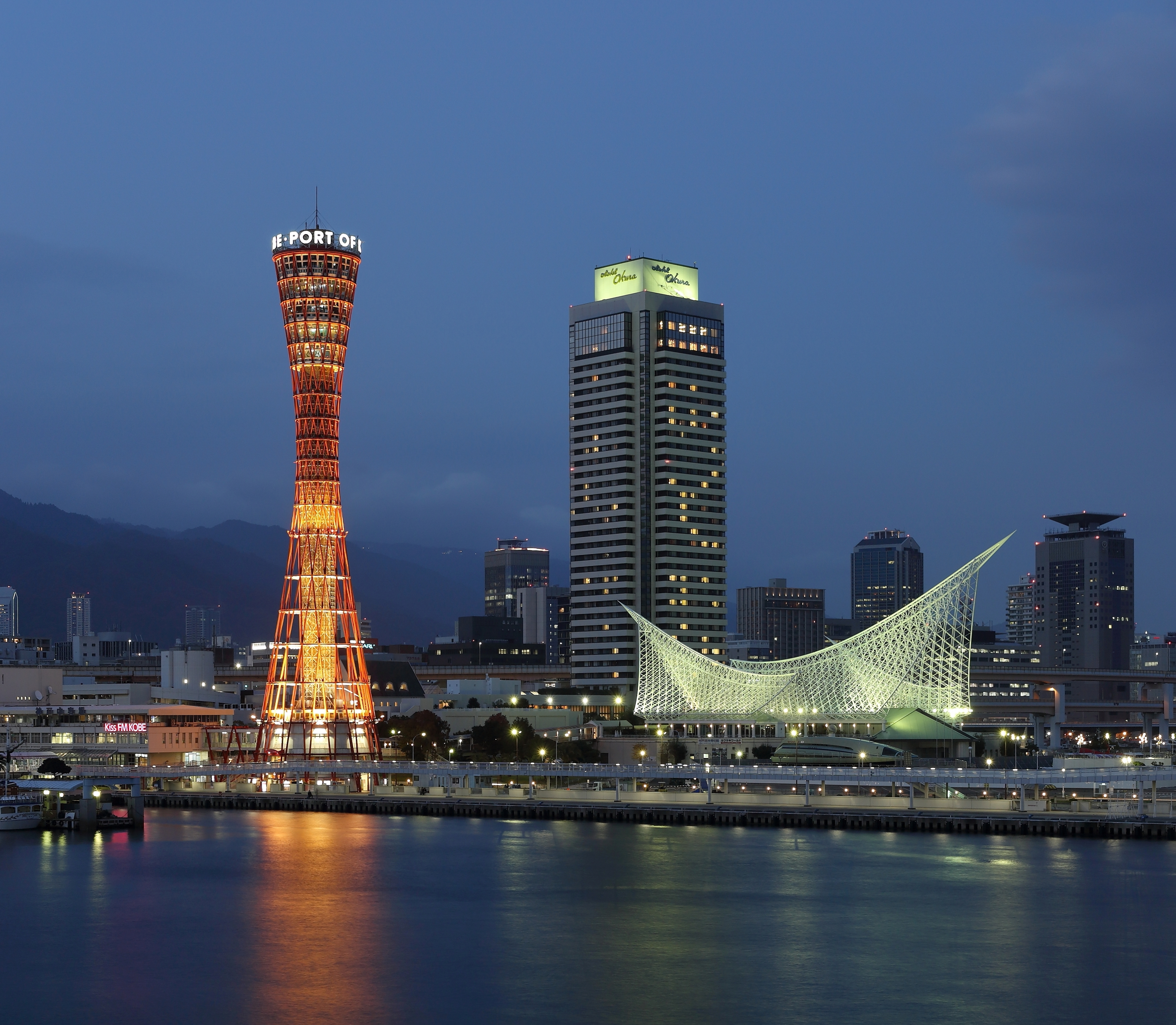
Ansicht von Turm und Museum bei Nacht